# Antoine Rotten
Antoine Rotten va ser un militar suís de finals del segle xviii i començaments del segle xix, al servei d'Espanya. Era originari de Sion, al cantó de Valais, i es va posar al servei del rei Ferran VII d'Espanya. D'ideologia liberal, l'abril de 1823 fou nomenat capità general de Catalunya interí en els darrers mesos del trienni liberal. Va dirigir la defensa de la ciutat de Barcelona contra la invasió dels Cent Mil Fills de Sant Lluís, però finalment hagué de capitular l'octubre de 1823, i després de lliurar la ciutat al comte de Conegliano es va exiliar a Gènova.

## Obres
- Itinerarios militares : cuaderno primero con el correspondiente índice, que contiene los itinerarios de las marchas que ha hecho la División del mando del Mariscal de Campo D. Antonio Rotten, desde 1. setiembre de 1822, hasta el 4 de abril de 1823[2]